# Fliegerkorps Tunis
Fliegerkorps Tunis war die Bezeichnung einer Dienststellung bzw. einer Kommandobehörde auf Brigadeebene der deutschen Luftwaffe im Zweiten Weltkrieg.

## Geschichte
Im Februar 1943 wurde das Fliegerkorps Tunis als Luftnahunterstützungs-Fliegerkorps aus dem Fliegerführer Afrika aufgestellt. Dabei wurden die Fliegerführer 1 (Nord), Fliegerführer 2 (Mitte), Fliegerführer 3 (Süd) und Fliegerführer Gabès (Oberst Hans-Joachim Rath, Anfang März 1943 zum Fliegerführer Kreta ernannt) eingerichtet. Der Fliegerführer 2 war Ersatz für den Fliegerführer Tunesien und unterstand Oberst Benno Kosch. Ihm waren die 3 Gruppen des Jagdgeschwaders 53 zugeordnet. Fliegerführer 3 als Ersatz für den eigentlichen Fliegerführer Afrika wurde kommissarisch durch Oberst Walter Hagen besetzt. Er hatte das Jagdgeschwader 77 unterstellt bekommen.
Die Zusammenarbeit war folgendermaßen geregelt: Fliegerführer 1 sollte mit der 5. Panzerarmee und Fliegerführer 3 mit der Deutsch-italienischen Panzerarmee zusammenarbeiten. Das Fliegerkorps Tunis wurde der Luftflotte 2 unterstellt.
Nachdem die deutsche Wehrmacht im Mai 1943 in Tunis kapituliert hatte, wurde im Sommer das Fliegerkorps Tunis in Generalkommando z. b. V. umbenannt. Kurze Zeit später folgte dann die Auflösung.
Führer des Fliegerkorps Tunis war der ehemalige Fliegerführer Afrika, Generalmajor Hans Seidemann.

## Gliederung
- Jagdgeschwader 51 (nur II. Gruppe), 53 und 77
- Nachtjagdgeschwader 2
- Zerstörergeschwader 26 (nur III. Gruppe)
- Sturzkampfgeschwader 3
- Schlachtgeschwader 1 (nur III. Gruppe) und 4 (nur II. Gruppe)